# Fadinha-de-cauda-curta
Fadinha-de-cauda-curta  (Amytornis merrotsyi) é uma espécie de ave da família Maluridae.
É endémica da Austrália.
Os seus habitats naturais são: matagal de clima temperado e áreas rochosas.